# Baillonsnultra
Baillonsnultra (Symphodus bailloni) är en äggvårdande art av fiskar i familjen läppfiskar som förekommer utmed Europas och västra Nordafrikas kuster.

## Utseende
Denna snultra har en relativt hög kroppsform, en ryggfena med både tagg- och mjukstrålar, och 3 taggstrålar i analfenorna. Den är färgad grönbrun med en blå båge vid varje bröstfenas bas, och bär två mörka fläckar på nedre delen av stjärtfenans spole respektive den mjuka delen av ryggfenan. Den kan bli upp till och med 20 cm lång.

## Vanor
Baillonsnultran lever främst kring klippor men också bland sjögräs i kustnära vatten ner till 50 m djup, speciellt i närheten av rev.

### Fortplantning
Arten leker i par. Hanen bygger ett skivformat bo på bottnen, där honan lägger äggen som sedan befruktas och bevakas av hanen.

## Utbredning
Baillonsnultran finns relativt sällsynt i östra Atlanten från Belgien till södra Marocko, med förekomster ner till Mauretanien. Tillfälliga fynd har gjorts i Medelhavet utanför Spaniens kust och vid Balearerna.

## Betydelse för människan
Ett visst kommersiellt fiske förekommer. Det anses dock inte hota arten.